# Oltcit Club 11 RM
Oltcit Club 11 RM a fost primul model de Oltcit care a fost imbunătățit de români fiind echipat cu frâne pe disc care au înlocuit clasicele frâne de pe cutia de viteze, s-au montat jante de Dacie,s-au inlocuit planetare si s-a instalat o nouă cutie de viteze. Motorul a rămas la fel,iar cu noua cutie de viteze ajungea la o viteză de 140 km/h.